# الدوريات
الدوريات هي الصّحف والمجلات والتقّارير الّتي تصدر بشكل متتالي بصورة منظّمة وغير منظّمة وتسمّى "حوليّات",  وفحواها ينص على تصدّر الموضوعات الأخيرة بشكل موجز حيث تحتوي  أيضًا على تواريخ الإصدار مع استمراريّة الإصدار.
تقسم الدوريات الى نوعين: دوريات متخصصة ودوريات عامة. فالدوريات المتخصّصة تهدف إلى نشر المعلومات من خلال دراسات وأبحاث دقيقة في موضوع محدّد, ويقوم بكتابة البحث متخصصين في المجال, وتعمل على إصدار هذه الدّوريات مراكز بحوث وجهات علميّة معيّنة. أمّا بالنسبة للدوريّات العامّة فهي تهدف إلى نشر معلومات وحقائق متنوّعة في مختلف المجالات, حيث يستفيد منها كافّة أفراد المجتمع.
قام العالم رانغاثان بتحديد ثلاثة عناصر للدّوريات وهي: [1]
- التتابع: أي صدور مجلد أو مجلدات في أجزاء.
- رقمها وفقا لفترات الصدور: سنة النشر أو الشهر.
- الاستمراريّة والتّتابع في الصّدور.

## أهميّة الدّورياّت
الهدف الرئيسي من إصدار الدوريات هو نشر المعرفة والثّقافة, حيث أن المواضيع المطروحة في الدّوريات هي مواضيع من جميع المجالات إلا أن وفقا لبحث أجراه شارل براون Charles Brown  اتضح أنّ أكثر من 95% من الدّوريات هي دوريات  صادرة عن جمعيات علميّة.1
يتم تقسيم الدّوريات حسب معايير معيّنة وهي: المواضيع، الإصدار، وأهداف النّشر.